# Chitra chitra
Chitra chitra је гмизавац из реда Testudines.

## Угроженост
Ова врста је крајње угрожена и у великој опасности од изумирања.

## Распрострањење
Ареал врсте је ограничен на мањи број држава. 
Присутна је у следећим државама: Тајланд, Малезија и Индонезија. Присуство у Малезији и Индонезији је непотврђено.

## Станиште
Станишта врсте су речни екосистеми и слатководна подручја.